# Rallina rubra
Rallina rubra là một loài chim trong họ Rallidae.